# Leitkultur
Det tyske udtryk: Leitkultur er et politisk kontroversielt begreb, først introduceret i 1998 af den tysk-arabiske sociolog Bassam Tibi. Det kan oversættes som "ledende kultur" eller "førende kultur", mindre bogstaveligt som "fælles kultur", "kerne kultur" eller "grundlæggende kultur". Tibi selv så det som en form for multikulturalisme, men fra år 2000 har begrebet fået en fremtrædende plads i den nationale politiske debat i Tyskland, om national identitet og indvandring. Udtrykket blev så forbundet med en monokulturel vision om det tyske samfund, med idéer af Europas kulturelle overlegenhed, og med politik obligatorisk kulturel assimilation.